# Raionul Cahul
Raionul Cahul este un raion în sudul Republicii Moldova, situat la frontieră cu România (județul Galați) și Ucraina (regiunea Odesa). Centrul administrativ este orașul Cahul. 
Conform recensământului din 2014, majoritatea populației (71,3 %) sunt moldoveni, români (11,6%), ucraineni (4,9%), ruși (4,6%), bulgari (4,1%) sau găgăuzi (2,7%), și alții. În raionul Cahul se află extremitatea sudică a Republicii Moldova (satul Giurgiulești).

## Geografie
Raionul Cahul este situat în partea sud-vestică a Republicii Moldova, la o distanță de 168 km față de capitala Chișinău, la 45° 50’ grade latitudine nordică și 28° 11’ grade longitudine estică. Raionul este așezat pe câmpia Prutului inferior, la o altitudine de 119 m deasupra nivelului mării.. Este învecinat la vest cu România (pe linia râului Prut), la sud cu Ucraina, la nord cu raionul Cantemir, la nord-est cu Găgăuzia iar la est cu raionul Taraclia.
Relieful coboară în trepte de la nord spre sud și cuprinde, la nord, Colinelor Tigheciului, în centru Câmpia Cahulului iar la est depresiunile râurilor Cahul, Salcia și Ialpug. Clima este caracteristică zonei climaterice sud, regiunea fiind considerată cea mai aridă și caldă din țară, temperaturile fiind cu 2-3 grade mai ridicate față de celelalte regiuni. Cantitatea de precipitații este uniformă, deseori survenind secete.

## Demografie

### Statistici vitale
Principalii indicatori demografici, 2013:
- Natalitatea: ▲1.420 (11,4 la 1.000 locuitori)
- Mortalitatea: ▲1.258 (10,1 la 1.000 locuitori)
- Spor natural: +162

### Structura etnică
| Grup etnic | Populație | % Procentaj* |
| ---------- | --------- | ------------ |
| Moldoveni  | 93.096    | 78,08%       |
| Ucraineni  | 7.842     | 6,58%        |
| Ruși       | 7.702     | 6,46%        |
| Bulgari    | 5.816     | 4,88%        |
| Găgăuzi    | 3.665     | 3,07%        |
| Țigani     | 237       | 0,20%        |
| Alții      | 873       | 0,72%        |

### Dinamică
La recensământul de la data de 1 ianuarie 2008 populația stabilă a raionului era de 123808 locuitori dintre care 31,5 % (39004 loc.) reprezintă populația urbană iar 68,5 % (84804 loc.) populația rurală, densitatea fiind de 80,6 loc/km2. În ceea ce privește împărțirea populației pe sexe, 59636 (48,2%) din totalul locuitorilor o reprezintă bărbații iar restul de 64172 (51,8%) femeile.

## Administrație și politică
Președintele raionului Cahul este Pavel Groza (PAS), ales la 8 decembrie 2023.
Componența Consiliului Raional Cahul (35 de consilieri), ales la 5 noiembrie 2023, este următoarea:
|  | Partid                                        | Consilieri | Componență | Componență | Componență | Componență | Componență | Componență | Componență | Componență | Componență | Componență | Componență | Componență | Componență | Componență |
|  | --------------------------------------------- | ---------- | ---------- | ---------- | ---------- | ---------- | ---------- | ---------- | ---------- | ---------- | ---------- | ---------- | ---------- | ---------- | ---------- | ---------- |
|  | Partidul Acțiune și Solidaritate              | 14         |            |            |            |            |            |            |            |            |            |            |            |            |            |            |
|  | Partidul Socialiștilor din Republica Moldova  | 8          |            |            |            |            |            |            |            |            |            |            |            |            |            |            |
|  | Partidul Democrat Modern din Moldova          | 8          |            |            |            |            |            |            |            |            |            |            |            |            |            |            |
|  | Partidul Comuniștilor din Republica Moldova   | 2          |            |            |            |            |            |            |            |            |            |            |            |            |            |            |
|  | Sergiu Rența (independent)                    | 1          |            |            |            |            |            |            |            |            |            |            |            |            |            |            |
|  | Partidul Dezvoltării și Consolidării Moldovei | 1          |            |            |            |            |            |            |            |            |            |            |            |            |            |            |
|  | Partidul Liberal Democrat din Moldova         | 1          |            |            |            |            |            |            |            |            |            |            |            |            |            |            |

## Diviziuni administrative
Raionul Cahul are 56 localități: 1 oraș, 37 comune și 18 sate.

## Personalități
În raionul Cahul s-au născut, printre alții:
- Nicolae Botgros, dirijor
- Nicolae Sulac, cântăreț de muzică populară
- Gheorghe Vodă, poet, scenarist și regizor de filme
- Alexandru Grecu, regizor, actor, director al Teatrului Național Satiricus I.L. Caragiale, președinte al Uniunii Teatrale din Moldova
- Nicolae Leahu, critic literar, profesor și scriitor
- Boris Zahoder, poet și autor de povești pentru copii

## Atracții turistice
- Stațiunea balneoclimaterică „Nufărul Alb”

## Galerie

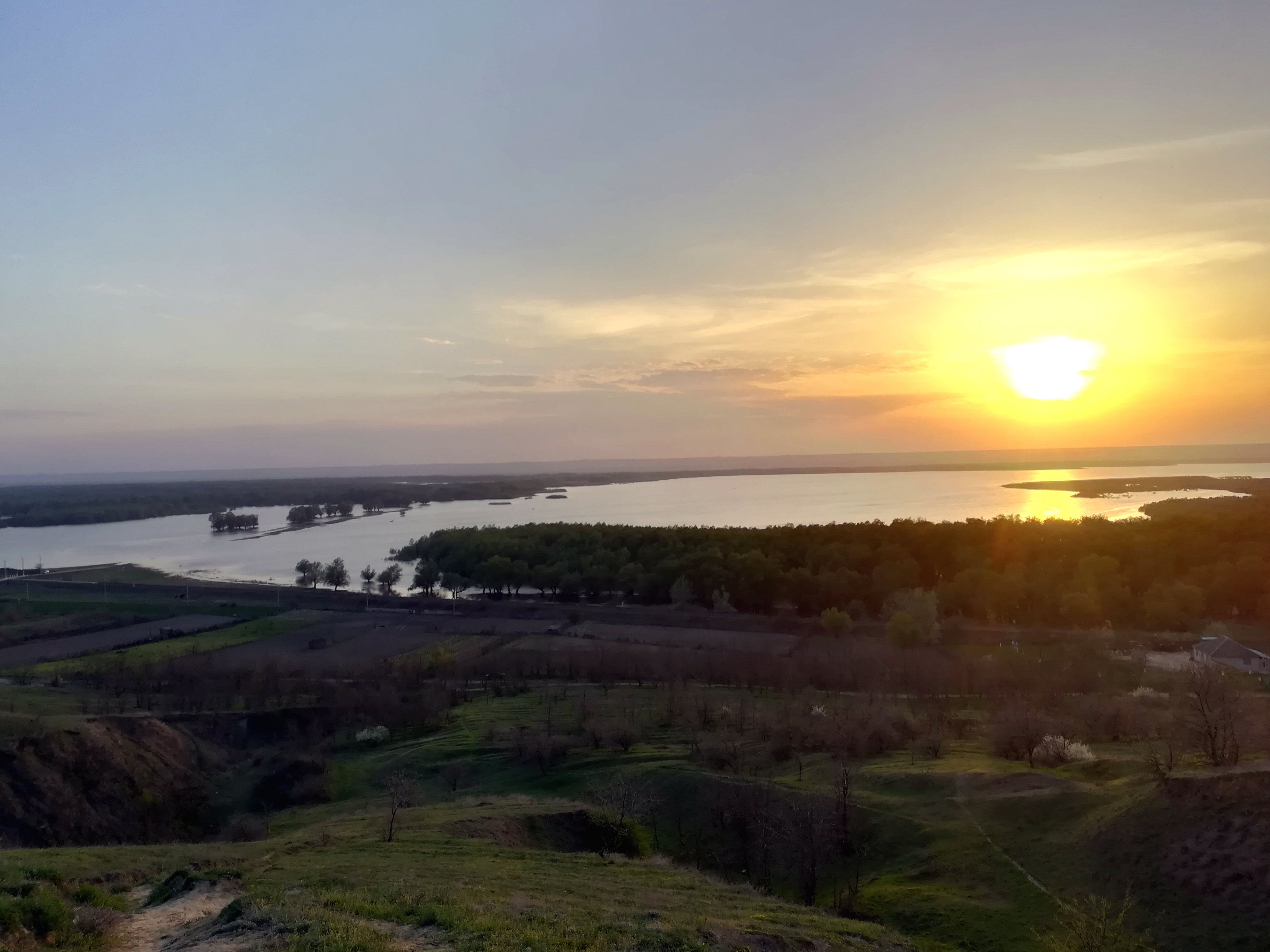
Apus de soare. Lacul Beleu
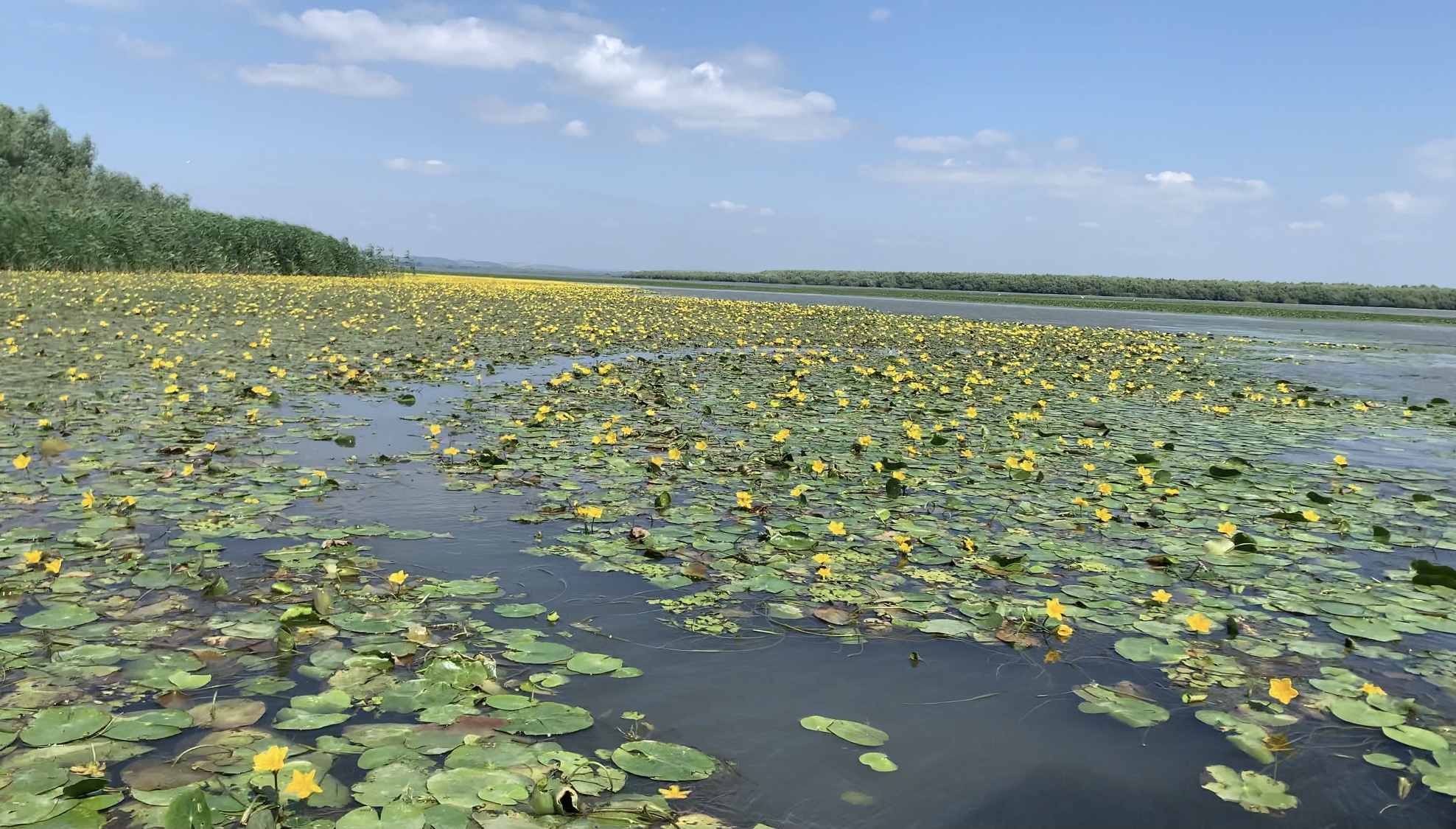
Insule de plutică pe lacul Beleu
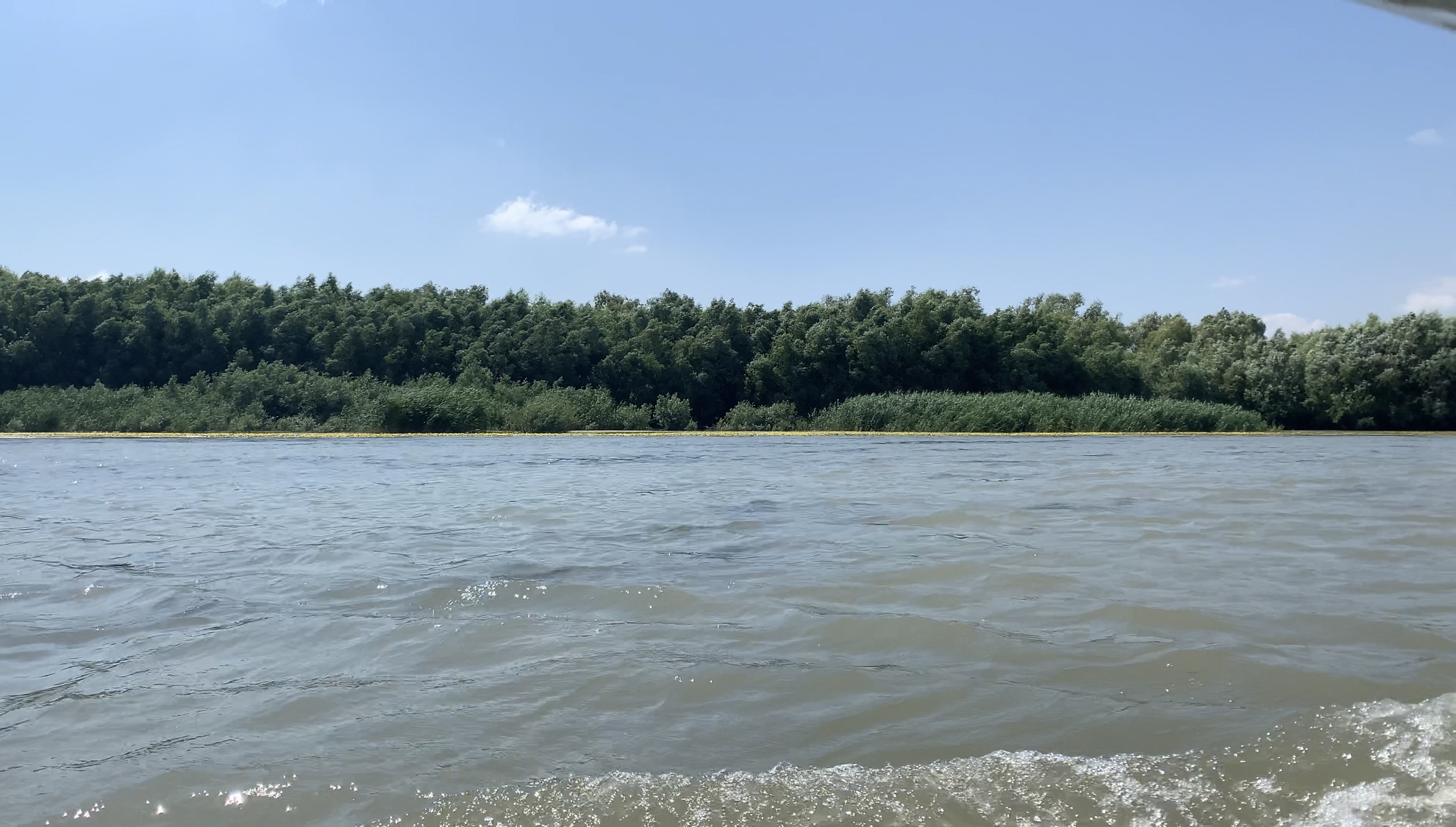
Pe Beleu
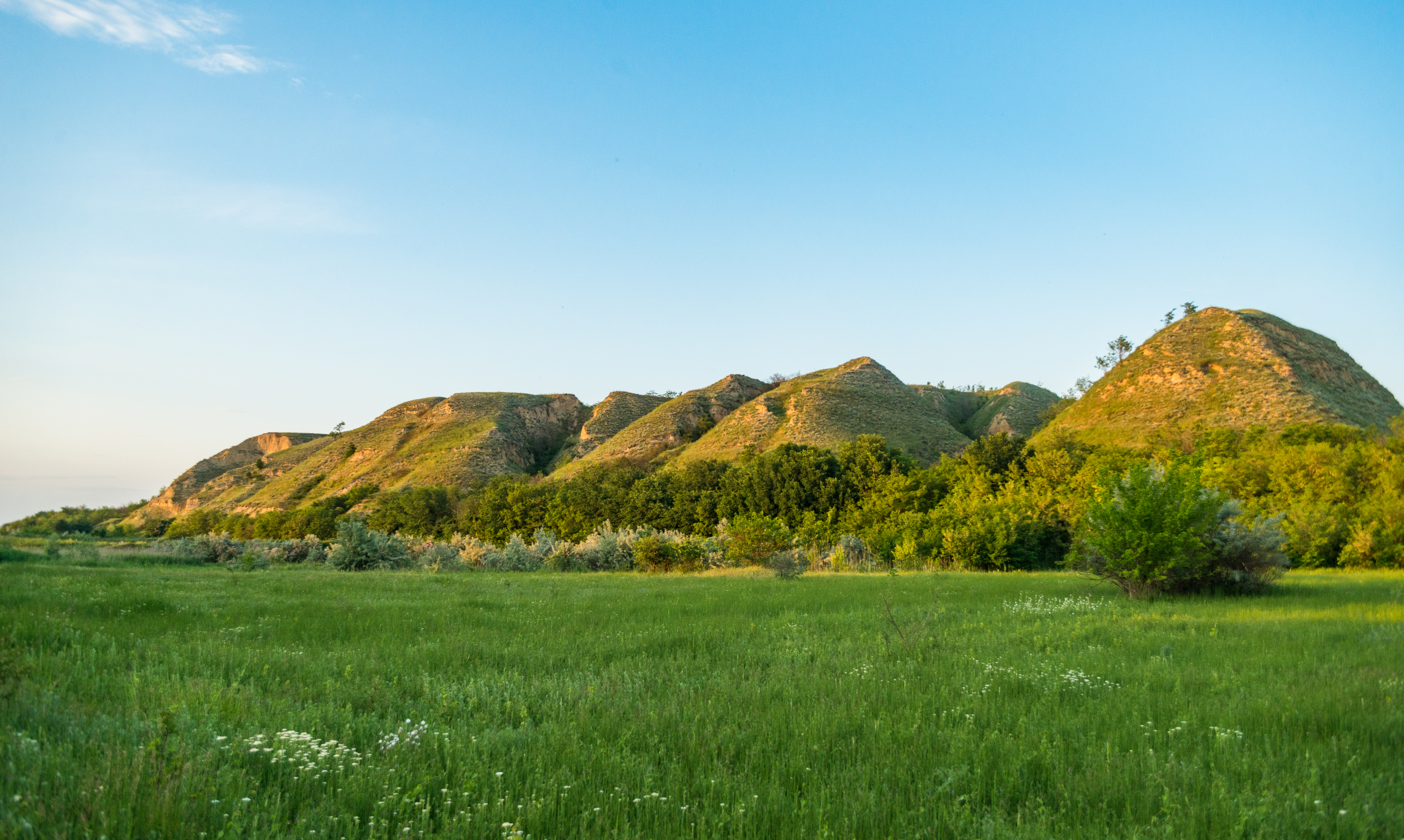
Aflorimentul de lângă satul Văleni
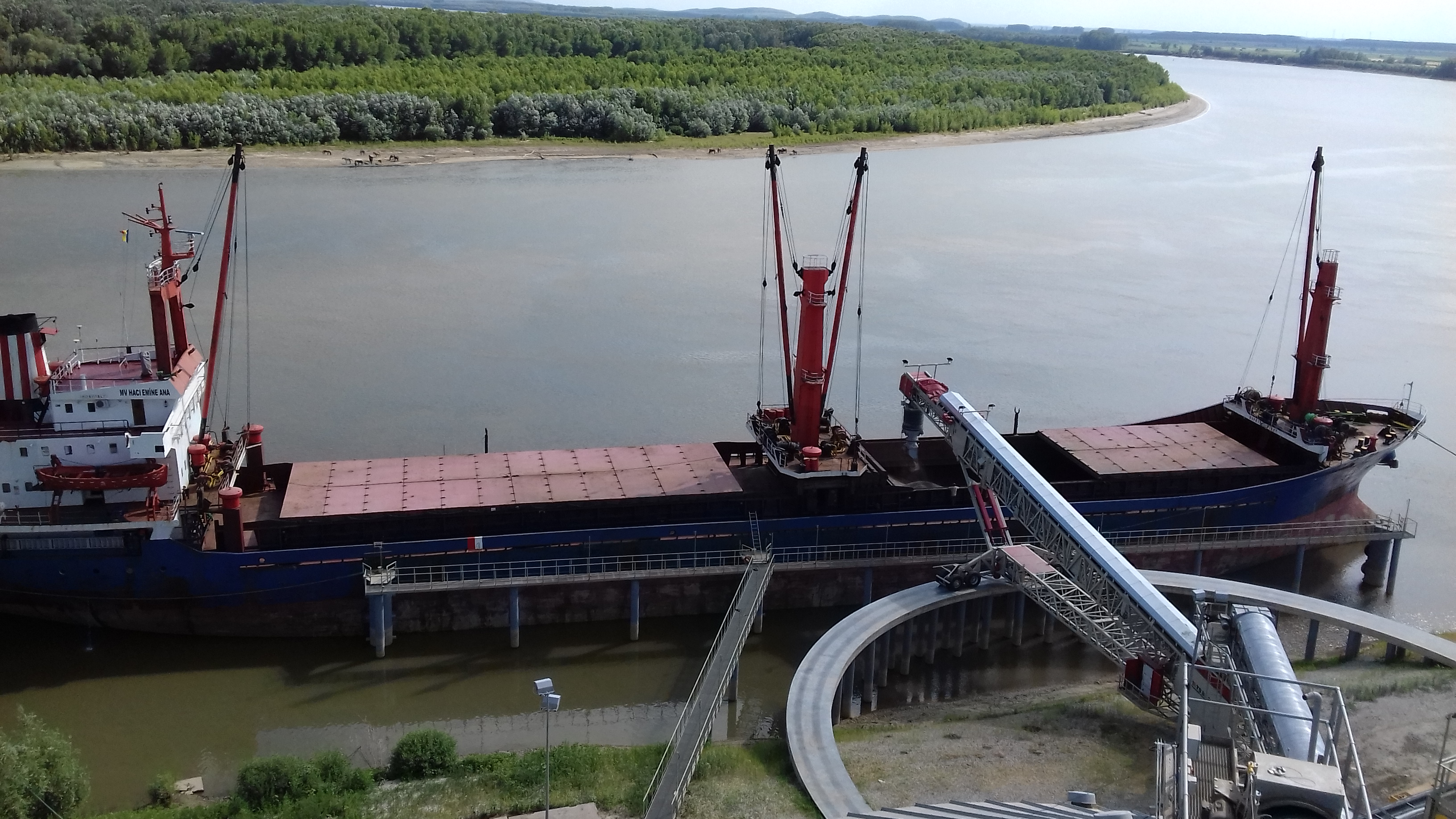
În Portul Giurgiulești
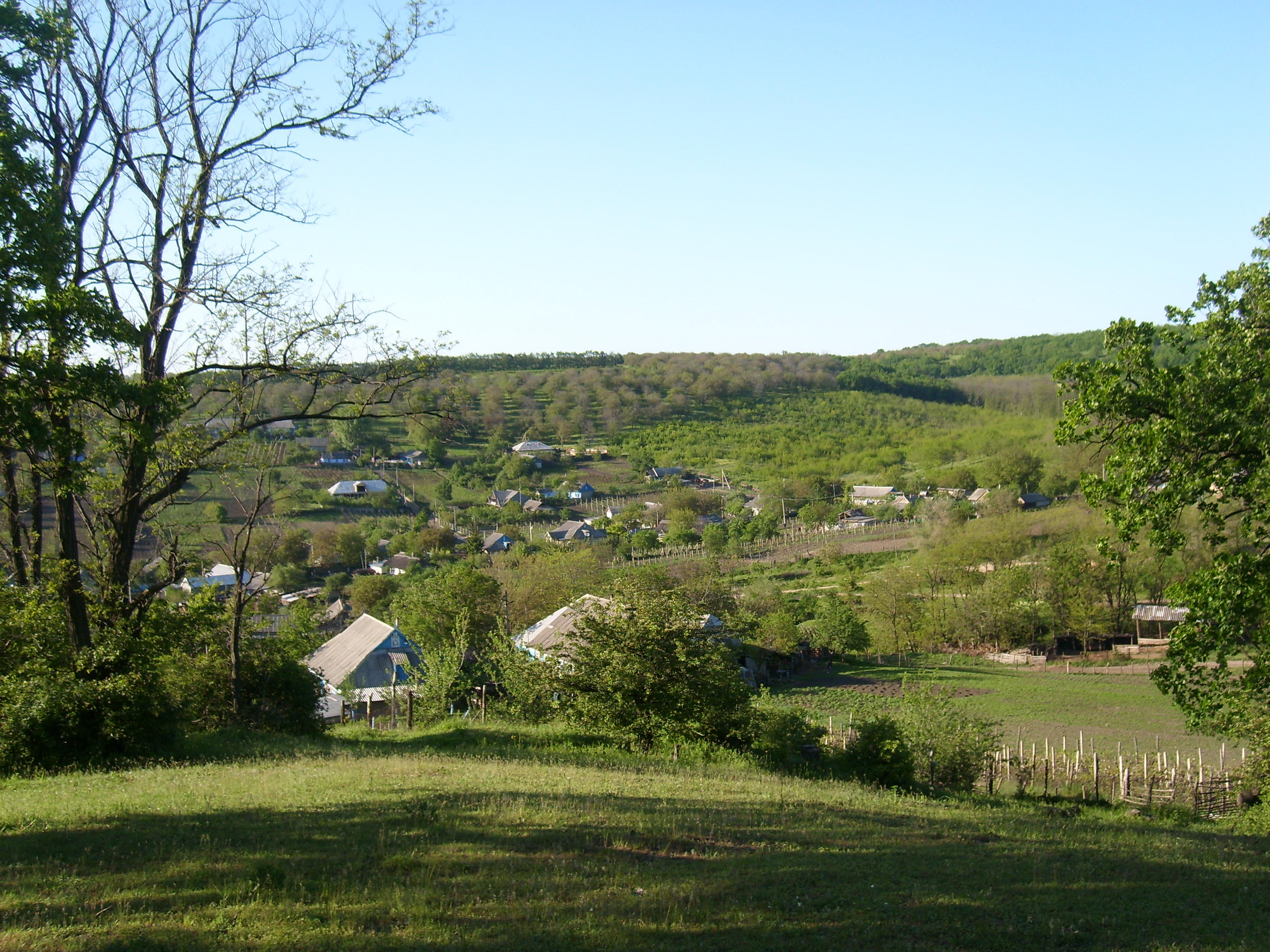
Vedere din satul Baurci-Moldoveni